# Trezenzonio

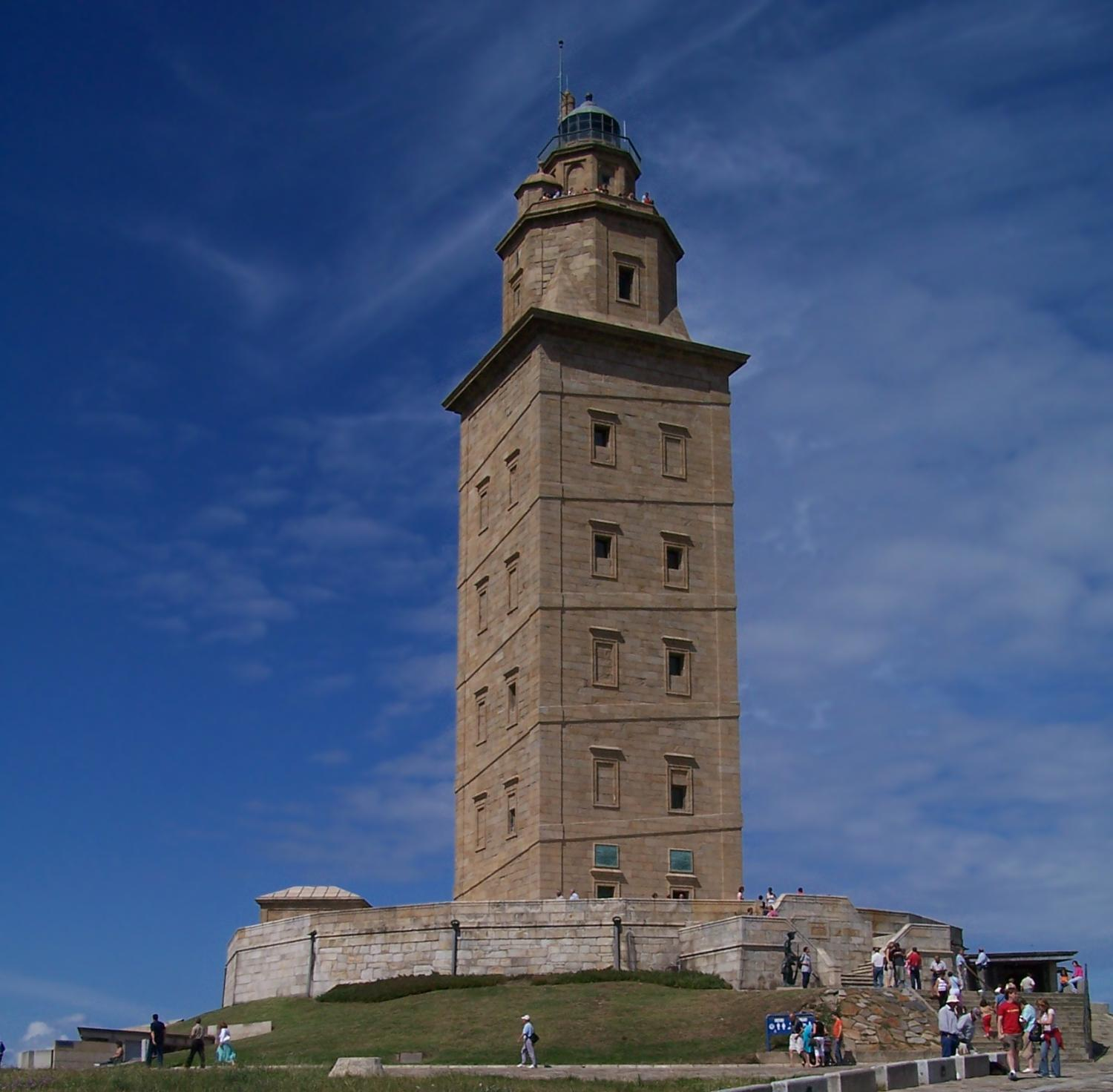
Imagen de la Torre de Hércules, desde donde Trezenzonio divisó la Isla Magna del Solstiticio

Trezenzonio es un monje legendario a quien se le atribuye la proeza de haber visitado una de las islas del Paraíso. Dicha leyenda fue recogida en el Trezenzonii de Solistitionis Insula Magna, un códice medieval hagiográfico redactado en latín en el siglo XI, del cual se conservan actualmente dos manuscritos en la Biblioteca Nacional de Lisboa.
Tras haber sido saqueada Galicia por una de las múltiples razzias con que los musulmanes atribularon la región en el siglo VIII, Trezenzonio se dirigió a la Torre de Hércules, en La Coruña (en aquel entonces llamada Brigantium). Allí dirigió su mirada hacia el mar, donde con ayuda de los primeros rayos del amanecer pudo divisar la llamada Gran Isla del Solsticio (Magna Insula Solistitionis), que estaba consagrada a Santa Tecla. Decidió navegar hacia aquel lugar y tras desembarcar en la isla arribó a una inmensa pradera, donde destacaba una gran basílica adornada con joyas y piedras preciosas. El clima en aquella isla era delicioso, y había comida en abundancia. El dolor, el hambre, el miedo y las desgracias eran inexistentes. Permaneció en ella durante siete años, y una vez transcurrido este tiempo un ángel se le apareció y le encomendó navegar de regreso a Galicia.
Por haberse resistido a las órdenes divinas fue castigado con lepra, y tuvo que contemplar impotente cómo se pudrían durante el trayecto de regreso las pruebas que sobre la existencia de la Gran Isla del Solsticio había acumulado en la nave. Trezenzonio, arrepentido, se dirigió tras su desembarco a la ciudad de Tuy, donde se encontró con Adelfio, obispo de la ciudad.
La historia de Trezenzonio tiene reminiscencias célticas y encuentra un extraordinario paralelismo en un pasaje el libro de las invasiones de Irlanda en el que Ith, hijo de Breogan, vio la isla de Irlanda desde la Torre de Breogán, misteriosa edificación situada en la costa septentrional de España y que algunos autores identifican con la Torre de Hércules.